# 알바니아어 위키백과

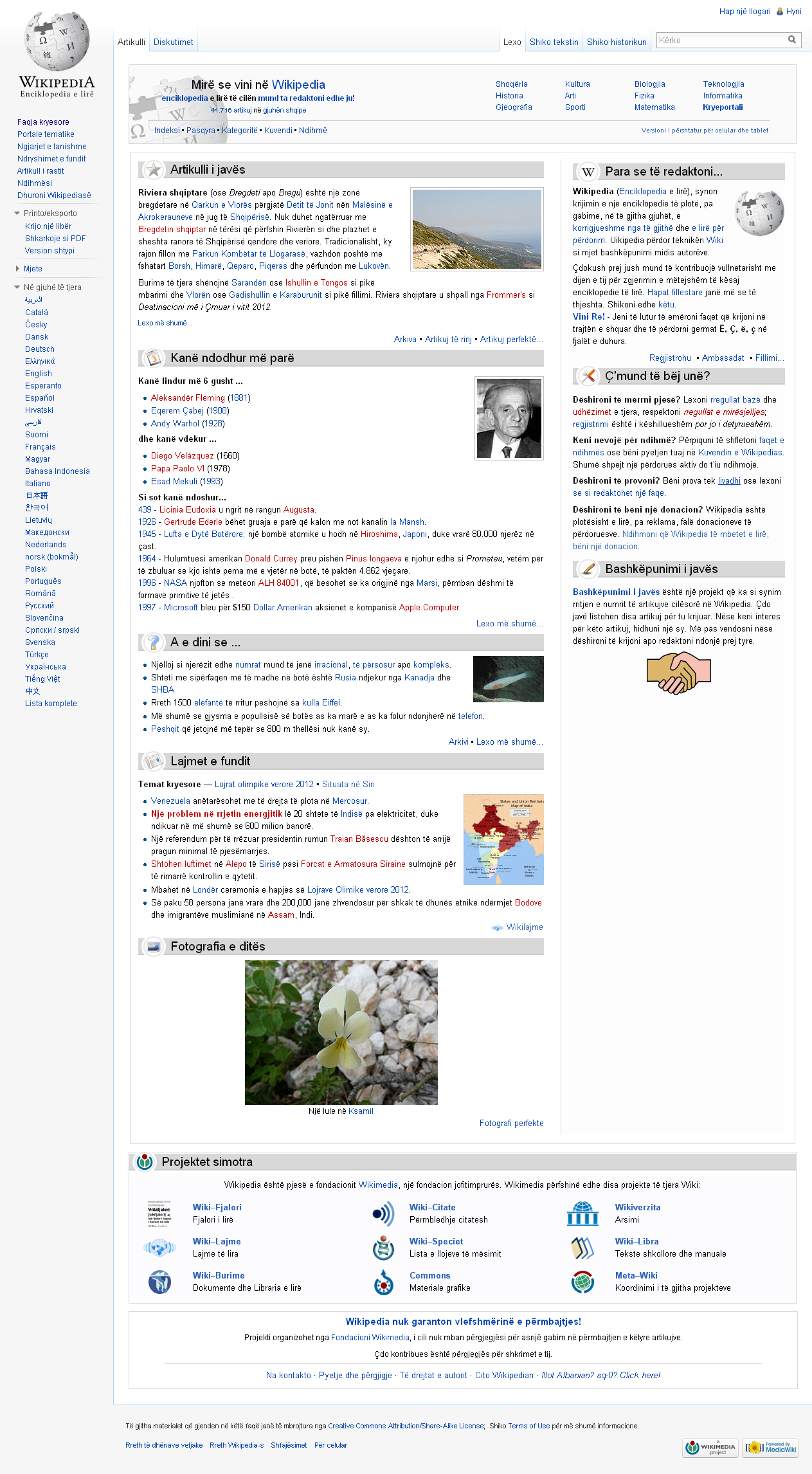

알바니아어 위키백과(알바니아어: Wikipedia shqip)는 알바니아어 버전의 위키백과이다. 2003년 10월 12일 시작되었고, 2008년 4월 28일 문서 수가 2만 건을 돌파했다. 기호는 sq이다.